# Matej Zemljak
Matej Zemljak, slovenski nogometaš, * 30. marec 1992, Koper, Slovenija.

## Življenjepis
Pri šestih letih je začel igrati nogomet za klub NK Portorož-Piran. Leta 2005 se je pridružil klubu NK Izola. Leta 2011 je nadaljeval kariero na posoji pri NK Ankaran do leta 2015, ko se je vrnil nazaj v NK Izola. V letu 2015 se je dokončno pridružil Ankaranu, nazadnje je igral za NK Izola. V prvi slovenski ligi je za Bravo odigral osem tekem.